# 安艺长束站
安藝長束站（日语：／ Akinagatsuka eki */?）是一個位於廣島縣廣島市安佐南區長束四丁目、屬於西日本旅客鐵道（JR西日本）可部線的鐵路車站。

## 車站結構
側式月台2面2線，可進行待避的地面車站。

### 月台配置
| 月台 | 路線   | 方向 | 目的地         |
| ---- | ------ | ---- | -------------- |
| 1    | 可部線 | 上行 | 橫川、廣島方向 |
| 2    | 可部線 | 下行 | 綠井、可部方向 |

## 相鄰車站
西日本旅客鐵道
 可部線
三瀧－安藝長束－下祇園